# Machine électrostatique
La machine électrostatique est ainsi nommée parce qu'elle fait appel aux lois de l'électrostatique à la différence des machines dites électromagnétiques. 
Bien que des moteurs électrostatiques aient été imaginés (ils fonctionnent sur le principe de la réciprocité des générateurs électrostatiques), ils n'ont pas eu de succès (mais les nanotechnologies pourraient proposer de tels « nanomoteurs » électrostatiques) ; en revanche, en tant que générateurs de très haute tension, les machines électrostatiques connaissent leur principale application dans le domaine des accélérateurs d'ions ou d'électrons. Elles transforment l'énergie mécanique en énergie électrique dont les caractéristiques sont la très haute tension continue et le micro-ampérage. La puissance des machines du XVIIIe siècle et du XIXe siècle était en effet infime (quelques watts) et les frottements mécaniques ne leur laissaient qu'un très mauvais rendement. La raison en est que la densité maximale d'énergie du champ électrique dans l'air est très faible. Les machines électrostatiques ne peuvent être utilisables (de manière industrielle) que si elles fonctionnent dans un milieu où la densité d'énergie du champ électrique est assez élevée, c'est-à-dire pratiquement dans un gaz comprimé, qui est généralement l'hydrogène ou l'hexafluorure de soufre (SF6), sous des pressions comprises entre 10 et 30 atmosphères.

## Les machines à frottement
C'est l'électrisation par triboélectrification qui engendre les charges électriques.
Les premiers générateurs électrostatiques s'appellent des machines à frottement (ou à friction) en raison de l'utilisation du frottement dans le procédé de génération de charges. En 1600, William Gilbert, médecin privé de la reine Élisabeth, publia un traité en latin, De Magnete, sur le magnétisme et les propriétés d'attraction de l'ambre. Il trouva maintes autres substances qui, frottées, se comportaient comme l'ambre. Il les appela « électriques ». Une forme primitive de machine électrique à friction a été construite vers 1663 par Otto von Guericke, de Magdebourg, en utilisant un globe de soufre en rotation frotté à la main. Isaac Newton a suggéré l'utilisation d'un globe de verre au lieu d'un globe de soufre ; en 1707, Francis Hauksbee construisit une telle lampe à décharge.
Vers 1740, les mains furent remplacées par des frotteurs mécaniques, des coussinets en cuir, le globe fut remplacé par des cylindres de verre. Il faut attendre 1730 et Stephen Gray pour comprendre la conduction électrique. Il établit une liste de conducteurs et d'isolateurs, complétant celle des électriques faite par Gilbert, les isolateurs figurant parmi les meilleurs électriques. Gray découvrit par hasard que les charges électriques ne remplissent pas un corps mais sont entièrement à sa surface. Charles-François Du Fay avec l'aide de l'abbé Nollet découvre l'électricité vitreuse et l'électricité résineuse : les charges d'une espèce attirent celles de l'autre espèce. Les charges semblables se repoussent. Les corps non chargés devraient contenir une quantité égale de chacune. L'invention du condensateur électrique sous la forme de la bouteille de Leyde (par E.-G. Kleist, Van Musschenbroek et son élève Cuneus, améliorée par sir William Watson, 1745-1747) permet de renforcer l'intensité des décharges.

En 1768 Jesse Ramsden met au point sa machine à plateau tournant tenue par des montants de bois, le plateau est frotté par des coussins de cuir, l'électricité est recueillie par des peignes en métal sur un système support en laiton isolé à pieds en verre. La machine de Ramsden a une grande popularité dans les salons de la noblesse où l’on se livrait par curiosité à des expériences : des galants et galantes «électrisants» montés sur des tabourets isolants échangeaient des « baisers électriques». 

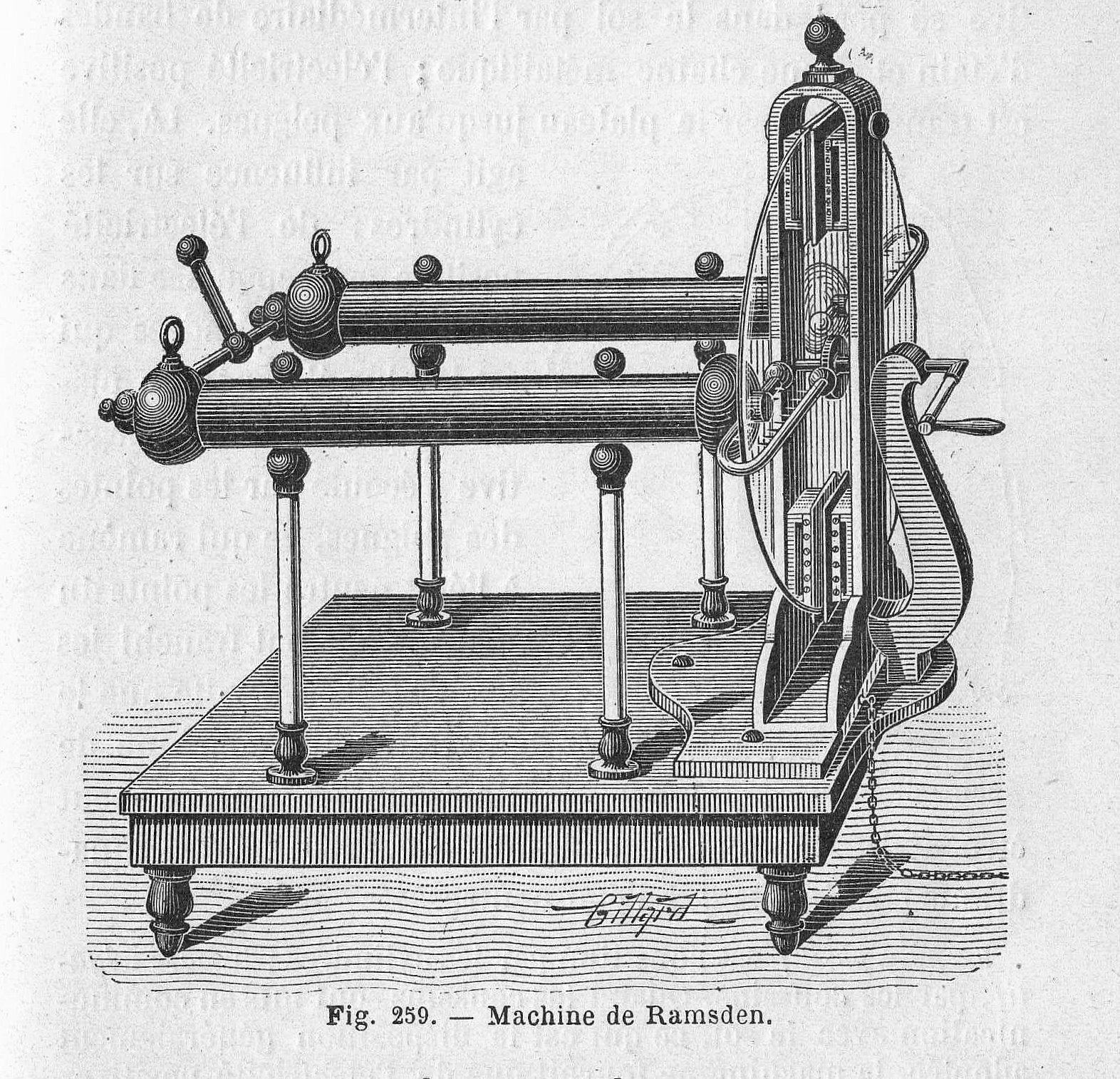
Illustration d'une machine de Ramsden
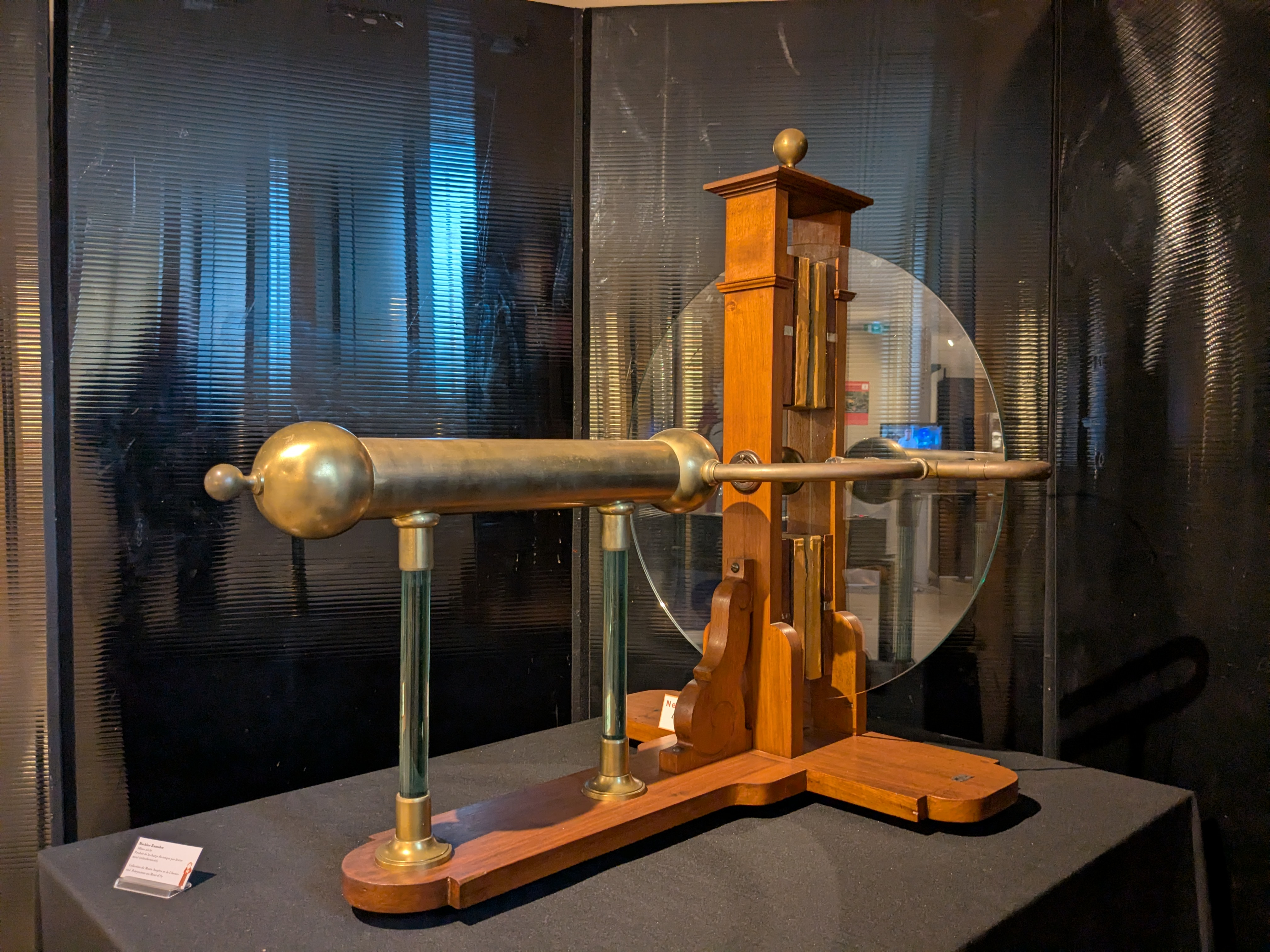
Machine de Ramsden.
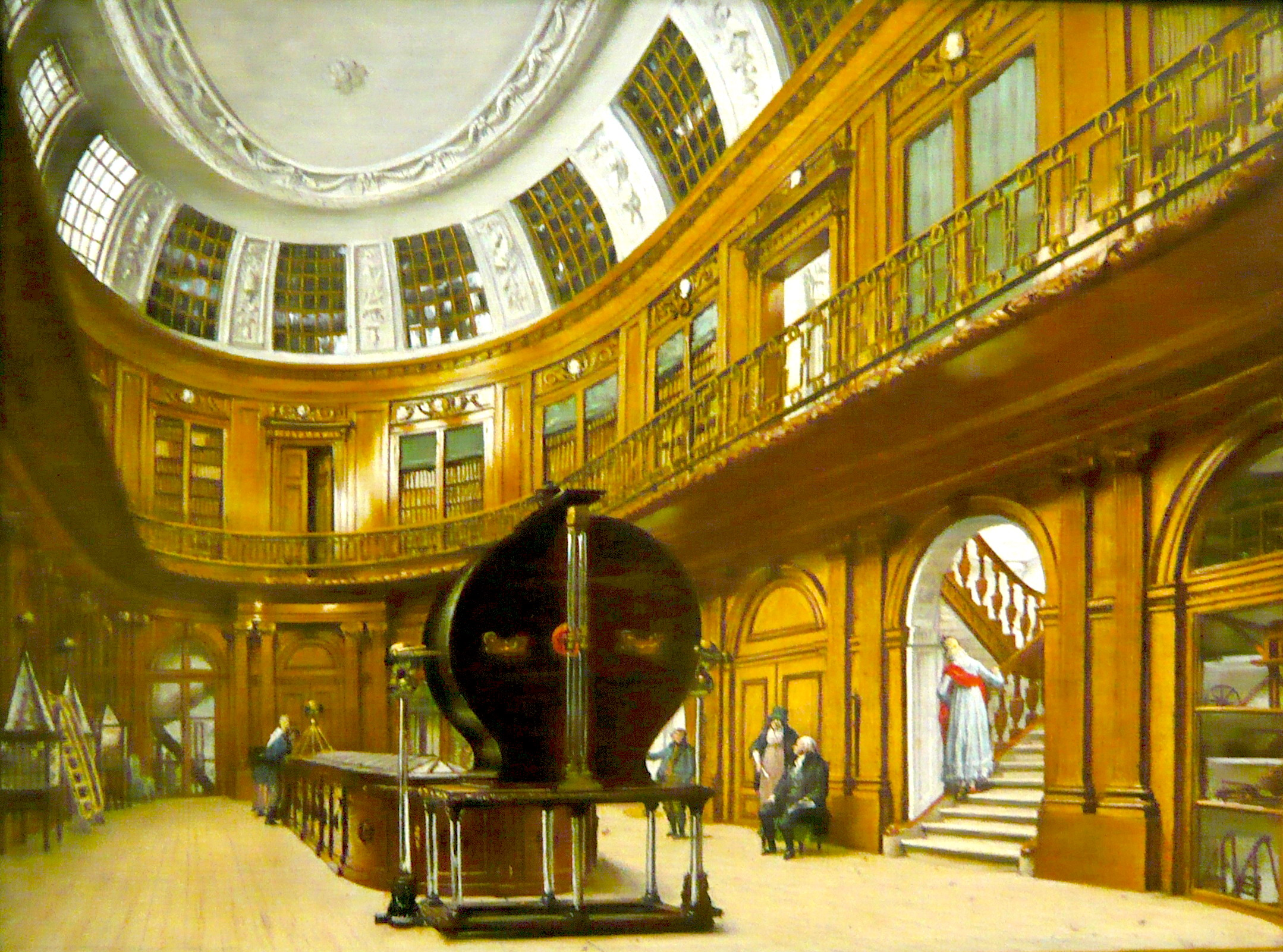
Au premier plan de la « Salle ovale » du Musée des Sciences et des Arts de Haarlem, vers 1784, la machine de Van Marum à plateaux géants pour des démonstrations publiques de Science électrique du Siècle des Lumières

Animation d'artiste de la machine à bande de soie de Walckiers de St Amand.

Avant 1784, Walckiers de Saint Amand fabrique une machine à bande sans fin de soie (image ci-contre). Cette bande tourne sur des rouleaux de bois et elle est frottée par des coussins en peaux de chats ; un collecteur électriques métallique à pointes est placé au milieu de la bande. La machine de la démonstration à l'Académie royale des sciences à Paris a pour dimensions 1,5 m de large pour 7,6 m de long, . Une version « améliorée » de cette machine fut construite par N. Rouland, collaborateur de l'expérimentateur Joseph-Aignan Sigaud de Lafond en cabinet de sciences , elle préfigure le Générateur de Van de Graaff.
En 1840, la machine hydroélectrique d'Armstrong est une chaudière à vapeur, elle a été développée en employant un jet de vapeur-gouttelettes  comme fluide porteur de charge.

 

Instrument de physique, le générateur à frottement est resté jusqu'à aujourd'hui utilisé pour les démonstrations de l'électrostatique dans les établissements scolaires.

## Les machines à influence

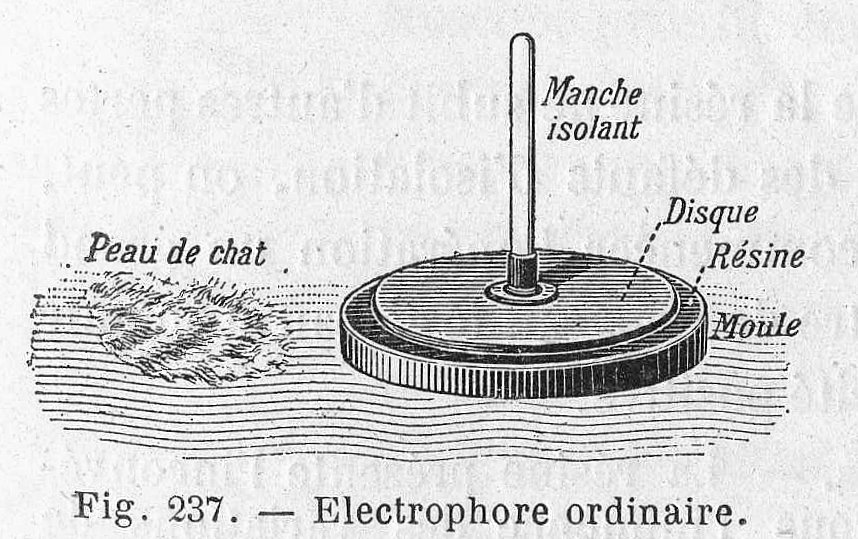
L'électrophore de Volta

Un modèle considérablement amélioré de générateur de charge, la machine à influence (ou à induction statique), fut mis au point avant 1800. Canton en décrivit le principe en 1750, mais les machines ne furent réalisées que plus tard. La machine à induction était doublement importante : d'une part, elle reposait sur la claire compréhension de l'électricité positive ou négative, d'autre part, elle pouvait accumuler des charges théoriquement illimitées (avec l'isolement indispensable). Cette capacité illimitée venait compléter celle de la bouteille de Leyde. Les premières machines à influence employaient des disques rotatifs de verre, souvent sous forme multiple.
Électrisation par influence ou induction électrostatique
Lorsqu'on approche d'un corps A électriquement neutre un corps B électrisé (conducteur ou isolant), il se produit sur le corps A une électrisation telle que des charges de signes opposés s'accumulent en regard du corps B. Comme le corps A ne reçoit ni ne cède aucune charge, des charges de signes opposés se répartissent à la surface du corps A avec une prédilection pour les surfaces courbes ou pointues des extrémités.
L'électrophore de Volta (Johan Carl Wilke en 1762 - amélioré et popularisé par Alessandro Volta, vers 1775) se compose d'un gâteau de résine coulé dans un moule et d'un disque de laiton muni d'un manche isolant. C'est une source d'électricité créée par influence. On frotte le gâteau de résine avec une peau de chat, puis on dispose le disque conducteur au-dessus, sans qu'il y ait contact : l'électricité négative de la résine développe par influence de l'électricité positive sur la face inférieure du disque et de l'électricité négative sur la face supérieure. On touche alors le disque avec le doigt, l'électricité négative s'écoule vers le sol par l'intermédiaire du corps humain. On cesse alors le contact avec le doigt : le disque qu'on éloigne, en le tenant par le manche isolant, est alors chargé d'électricité positive. Le disque ainsi chargé permet de faire jaillir une étincelle entre lui et tout corps conducteur.
Les machines à influence peuvent être considérées comme des électrophores momentanément perpétuels par addition de charges. L'énergie mécanique est transformée en énergie électrique par l'apport additionnel de charges à une petite charge initiale.

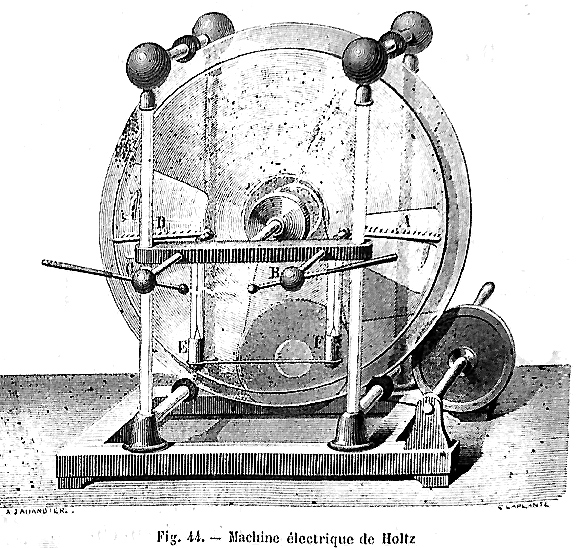
Machine électrique de Holtz

1788, William Nicholson a proposé son doubleur tournant, qui peut être considéré comme première machine à influence tournante ; 1795, T. Cavallo, John Lu, Charles Bernard Desormes, et Jean Nicolas Pierre Hachette, ont développé diverses formes de doubleurs tournants ; 1798, Gottlieb Christoph Bohnenberger décrit la machine de Bohnenberger, avec plusieurs autres doubleurs de Bennet ; 1831, Giuseppe Belli en a développé un doubleur symétrique simple ; 1867, Lord Kelvin et le replenisher ; 1860, C.F. Varley a fait breveter un type plus moderne de machine à influence.
Entre 1864 et 1880, W. T. B. Holtz a construit et a décrit un grand nombre de machines à influence considérées comme les plus avancées de l'époque. La machine de Holtz est composée d'un disque de verre monté sur un axe horizontal fait pour tourner à une vitesse considérable par démultiplication. Un autre disque, immobile, porte des échancrures dans lesquelles passent de petites pattes conductrices qui permettent aux inducteurs de se décharger.
En 1865, J. I. Toepler a développé une machine à influence qui est composée de deux disques fixés sur le même axe et tournant dans la même direction. Il s'agit de condensateurs variables chargés et déchargés par contact avec des balais. La petite machine excite la grande et inversement, d'où auto-amorçage dû aux tensions de contact.
En 1868, la machine de Schwedoff a eu une structure curieuse pour augmenter le courant de sortie. Toujours en 1868, plusieurs machines combinent frottement et influence : la machine de Kundt et la machine de Carré. En 1866, la machine de Piche (ou la machine de Bertsch).
En 1869, H. Jules Smith a reçu un brevet américain pour un dispositif électrostatique portatif et hermétique qui a été conçu pour mettre à feu la poudre.
Toujours en 1869, des machines sans secteur en Allemagne ont été étudiées par Poggendorff.
L'action et l'efficacité des machines à influence ont été étudiées plus loin par F. Rossetti, A. Righi, et F. W. G. Kohlrausch. E. E. N. Mascart, A. Roiti, et E. Bouchotte ont également examiné l'efficacité et la puissance des courants produits des machines à influence. En 1871, des machines sans secteur ont été étudiées par Musaeus (précurseur de l'invention de la machine de Wimshurst). En 1872, l'électromètre de Righi a été développé et était l'un des premiers ancêtres du générateur de Van de Graaff. En 1873, Leyser a développé la machine de Leyser, une variation de la machine de Holtz.
En 1880, Robert Voss (un fabricant d'instruments de Berlin) a conçu une forme de machine dans laquelle il a prétendu que les principes de Toepler et de Holtz étaient combinés. La même structure devient également connue sous le nom de machine de Toepler-Holtz. En 1878, l'inventeur anglais James Wimshurst améliore la machine de Holtz et celle de Musaeus, dans une version puissante avec les disques multiples. La machine classique de Wimshurst, devient le modèle le plus populaire des machines à influence.
En 1885, une des plus grandes machines de Wimshurst a été construite en Angleterre (elle est maintenant au musée de Chicago de la Science et de l'Industrie). La même année l'Allemand Walter Hempel constate que le fonctionnement des machines de Toepler est amélioré lorsque l'air est pressurisé. Le courant augmente proportionnellement à la pression (essais jusqu'à 3 bars). Malheureusement il ne fait pas d'expérience sur les effets de la pression sur la tension.
Weinhold en 1887 a modifié la machine de Leyser avec un système d'inducteurs verticaux. M. L. Lebiez a décrit la machine de Lebiez, comme étant essentiellement une machine simplifiée de Voss (L'Électricien, avril 1895, p. 225-227).
En 1894, Bonetti a conçu une machine avec la structure de la machine de Wimshurst, mais sans les secteurs en métal sur les disques. Cette machine est sensiblement plus puissante que la version avec secteurs, mais elle n'est pas auto-amorçante. En 1898, la machine de Pidgeon a été développée avec une installation unique par W. R. Pidgeon.
Des machines à disques multiples, des machines électrostatiques « triplex » (générateurs avec trois disques) ont été également développées intensivement au tournant du siècle. En 1900, F. Tudsbury a découvert (indépendamment de Walter Hempel) qu'en enfermant un générateur dans une chambre métallique contenant de l'air comprimé, ou mieux du gaz carbonique, on améliore les performances (isolation et tension).
En 1903, Alfred Wehrsen a fait breveter un disque rotatif d'ébonite possédant les secteurs inclus avec des contacts sur la face du disque. En 1907, Heinrich Wommelsdorf (1877-1945) a rapporté une variation de la machine de Holtz. Il a également développé plusieurs générateurs électrostatiques à rendement élevé, dont les plus connus étaient ses machines à condensateur (1920). C'étaient des machines à disques multiples, utilisant des secteurs métalliques enchâssés accessibles par la tranche du disque.
Au début du XXe siècle, les générateurs électrostatiques à influence atteignent des tensions entre 80 000 et 100 000 volts (80 à 100 kilovolts).

## Machine de Wimshurst

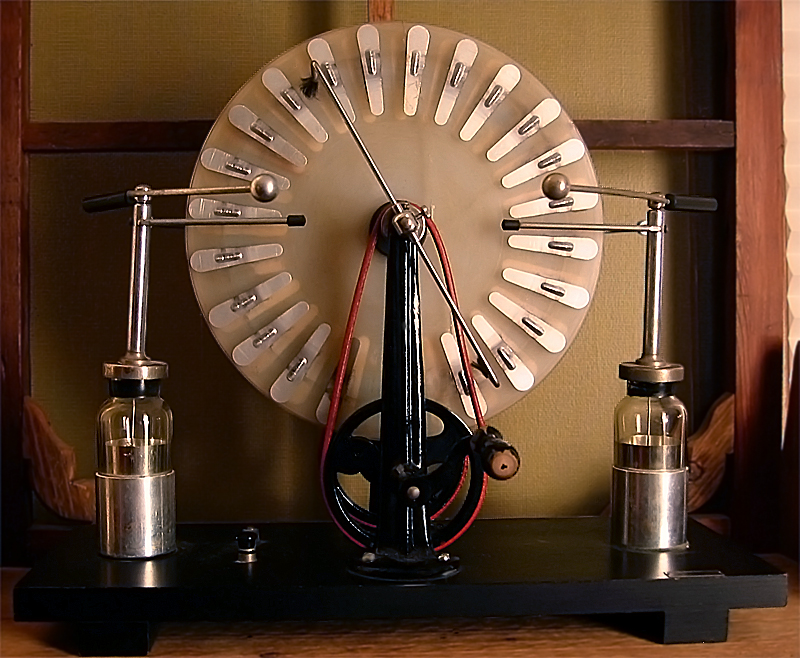
Machine de Wimshurst

Inventée par James Wimshurst à la fin du XIXe siècle, elle ne fut pas la première à utiliser l'induction électrostatique. Mais sa puissance la rendit rapidement très populaire. Cette machine était constituée de deux disques en verre munis de lames d'étain, contre lesquels viennent frotter des balais garnis de fils métalliques. Les charges produites étaient récupérées par des peignes métalliques, et stockées dans des bouteilles de Leyde.

## Générateur de Van de Graaff
Inventée dans les années 1930 par Robert Van de Graaff, et réalisée à l'université de Princeton, dans le New Jersey, cette machine (également appelée Statitron) générait de l'électricité statique à l'aide d'une courroie en matière isolante et par transport des charges vers une sphère métallique creuse, de grand diamètre (à cause de l'effet couronne). D'une taille gigantesque (7 mètres pour la colonne isolante, 1,80 mètre pour la sphère) lorsqu'elle fut développée pour la recherche, elle permettait d'atteindre une tension de 2 à 2,5 MV par rapport au sol. Cette invention a permis d'avancer dans la construction des accélérateurs de particules et dans le domaine de la physique nucléaire. L'intensité produite par l'appareil est de l'ordre du milliampère (mA). Comme la tension est de plusieurs mégavolts (MV), la puissance est de l'ordre du kilowatt.

## Générateur de Felici
En France, entre les années 1940 et 1960, Noël Felici, collaborateur de Louis Néel au laboratoire d'électrostatique du CNRS s'est attaché à une étude systématique des générateurs électrostatiques, afin d'en tirer le maximum au point de vue énergétique. Ces recherches ont conduit à un modèle différent de la machine à courroie de type Van de Graaff car l'organe mobile est un cylindre creux et le gaz comprimé d'isolement de l'hydrogène pur. Par rapport au générateur Van de Graaff, la courroie est remplacée par un cylindre isolant à parois minces (quelques millimètres) tournant à grande vitesse (jusqu'à 80 mètres par seconde) autour d'un stator cylindrique légèrement conducteur, laissant un interstice très faible (fraction de millimètre), et qui joue le rôle de distributeur de potentiel (anneaux équipotentiels) de la colonne des machines à courroie. La charge et la décharge du cylindre sont assurées par des lames minces d'acier, disposées à l'extérieur du cylindre parallèlement à son axe, et influencées par des inducteurs métalliques se trouvant à l'intérieur du stator. Lorsqu'elle est multipolaire (2, 4, 6, 16 pôles), elle peut donner des courants relativement intenses.
L'hydrogène sous pression facilite la commutation, réduit les frottements et améliore le refroidissement.
C'est à ce jour la machine électrostatique qui a possédé le meilleur rendement. Commercialisés jusque dans les années 1970 par la SAMES à Grenoble, ces générateurs électrostatiques industriels compacts ont pu être utilisés pour des essais électriques, des projections électrostatiques, des accélérateurs de particules (ions ou électrons), des implantateurs ioniques, des rayons X.
C'est une machine de ce type (Série KR300.10, 300 kV et 10 µA) qui est le générateur en démonstration au Palais de la découverte à Paris. Ce type de machine est remplacé aujourd'hui par des multiplicateurs de tension de type Greinacher (Tandetron, Singletron, de marque HVEE, ou Dynamitron) où l'électrostatique est remplacée par l'association de cascades diodes/condensateurs).

## Moteur Gendron

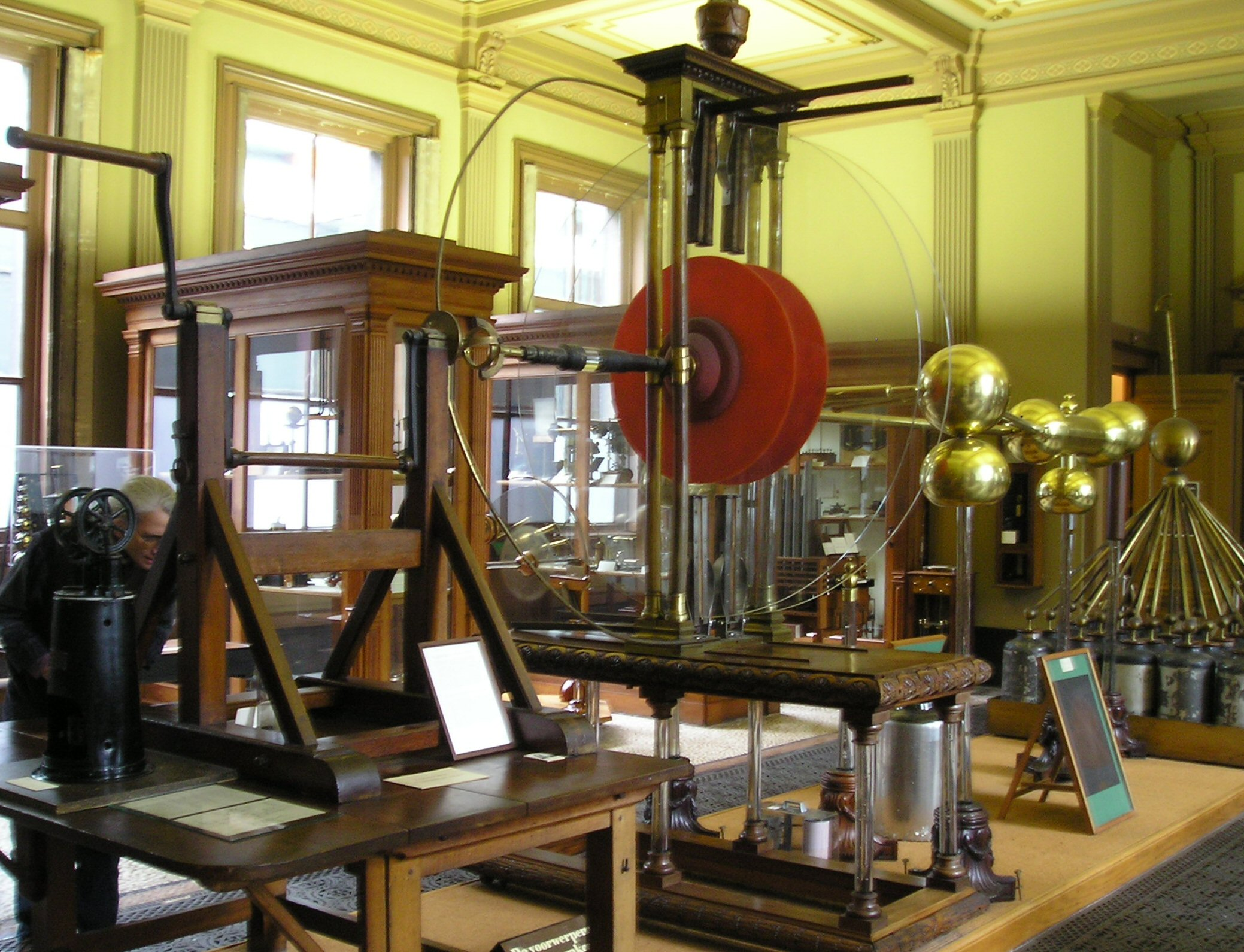
Grande machine électrostatique de Van Marum, exposée au musée Teyler, à Haarlem, Pays-Bas.
À droite, batterie de bouteilles de Leyde.

Le premier moteur électrostatique efficace a été réalisé en 1995 par le Canadien Daniel Gendron. Le premier brevet a et déposé en 1999 à l'office de la propriété intellectuelle du Canada et a été accordé le 2002/01/29.
C'est le premier moteur à force purement électrique, avec une puissance utile, à être réalisé en près de 200 ans ! Le principe de base de ce moteur est semblable à celui d'un accélérateur de particule linéaire. Grâce à un circuit de commutation électronique, ce moteur atteint 75% d'efficacité et davantage sous faible pression ou dans le vide spatial. L'agence Spatiale Canadienne a envisagé l'utilisation du moteur Gendron pour réaliser un petit robot volant dans l'atmosphère de Mars, les moteurs standards étant trop lourds[réf. nécessaire].
Le Moteur Gendron est le complément du moteur électromagnétique standard. La tension électrique produit le couple et la vitesse de rotation est proportionnelle au courant. D. Gendron a aussi réalisé le modèle mathématique permettant de concevoir ce moteur aux puissances désirées (couple, vitesse de rotation, facteur de puissance...).